# Stellglied
Ein Stellglied (oder Stelleinrichtung) wird in technischen Systemen verwendet, wenn eine Ausgangsgröße des Systems beeinflusst werden soll. Es befindet sich in einer Steuer- oder einer Regelstrecke. Ein Aktor ist dabei derjenige Teil der Stelleinrichtung, der ein Steuer- oder Regelsignal in eine Bewegung umwandelt. Die Stelleinrichtung nimmt die Bewegung des Aktors auf und setzt ebendiese Bewegung – unter Erbringung der prozessnotwendigen Leistungsverstärkung – in eine Stell- oder Verstelltätigkeit im Eingangsbereich der Steuer- bzw. Regelstrecke um, wodurch ein Prozess gesteuert bzw. geregelt wird.
Bei reinen Steuerungen wird das Stellglied ohne genaue Beobachtung seiner Wirkung eingestellt, etwa der Antrieb eines Garagentores. Bei Steuerungen sind die Ein- und Ausgangsgrößen oft nicht stetig veränderlich, sondern haben nur binäre Werte (Ein und Aus bzw. High und Low). Die entsprechenden Stellglieder sind lediglich Schalter.
Bei einer Regelung ist das Stellglied zusammen mit der Regelstrecke ein Teil eines geschlossenen Wirkkreises (Regelkreises). Sein Verstellen wird vom Regler vorgegeben und bewirkt in der Regelstrecke eine Steuerung des Flusses von Masse, Energie oder Information. Insbesondere für die Verstellung zur Änderung eines Massenstroms wird Energie benötigt, die manchmal und bei einfachen Regelungen dem begleitenden Energiestrom entnommen werden kann. Meistens wird eine fremde Energiequelle zum Verstellen des Stellglieds benutzt (Hilfsenergie). Verwendet werden elektrische, pneumatische oder hydraulische Stellantriebe.

## Beispiel Ventil und Thermostatventil
Radiatoren von Raumheizungen waren früher mit einfachen Ventilen ausgerüstet, mit denen von Hand der Warmwasserfluss mehr oder weniger gedrosselt wurde. Solche Ventile sind einfache Stellglieder. Sie werden von Hand verstellt. Die Raumtemperatur  wurde gesteuert (wenn der verstellende Mensch nicht abhängig von der Differenz zwischen gewünschter und tatsächlicher Raumtemperatur wirkte; anderenfalls bestand eine Regelung „von Hand“ (manuelle Regelung)).
Die heute üblichen Thermostatventile regeln die Raumtemperatur selbsttätig. Der an ihnen verbliebene Drehgriff dient zur Einstellung des Temperatur-Sollwertes. Als Antrieb des Stellglieds Ventil wirkt ein Dehnstoffelement, das gleichzeitig die Raumtemperatur (Istwert der Regelgröße) misst und als Regler fungiert. Die Antriebsenergie wird dem Warmwasser entzogen.